# Стрельцов, Борис Николаевич
Борис Николаевич Стрельцов (род. 11 декабря 1943, Фрунзе) — советский футболист, нападающий. Мастер спорта (1968). Заслуженный тренер РСФСР (1982).

## Биография

### Клубная карьера
Воспитанник футбольной секции фрунзенского городского стадиона, тренер — Фёдор Карабаджак. Однако занимался в секции недолго, и вскоре был отчислен. В 18-летнем возрасте был приглашён в команду мастеров «Алги», в которой выступал 11 сезонов с перерывом в первой и второй лигах. В 1968—1969 годах играл в высшей лиге за «Зарю» (Луганск). Завершил карьеру в 1975 году в «Спартаке» (Ивано-Франковск).

### Тренерская карьера
После завершения игровой карьеры приступил к тренерской деятельности.
В 2013 году, в 70-летнем возрасте, был приглашён на пост тренера-консультанта ошского «Алая» и ассистировал Владимиру Кулагину, в том сезоне «Алай» впервые стал чемпионом Кыргызстана. Сезон 2014 года начал в должности главного тренера, но в июле 2014 года был отправлен в отставку.

## Личная жизнь
Сын Эдгар также футболист.

## Статистика выступлений
| Год  | Команда                   | Турнир | Турнир            | Место | Игры | Голы |
| ---- | ------------------------- | ------ | ----------------- | ----- | ---- | ---- |
| 1961 | Алга (Фрунзе)             | II     | Класс «Б»         | 8     | ?    | ?    |
| 1962 | Алга (Фрунзе)             | II     | Класс «Б»         | 2     | ?    | 11   |
| 1963 | Алга (Фрунзе)             | II     | Вторая группа «А» | 15    | ?    | 2    |
| 1964 | Алга (Фрунзе)             | II     | Вторая группа «А» | 27    | ?    | 8    |
| 1965 | Алга (Фрунзе)             | II     | Вторая группа «А» | 17    | ?    | 8    |
| 1966 | Алга (Фрунзе)             | II     | Вторая группа «А» | 4     | ?    | 10   |
| 1967 | Алга (Фрунзе)             | II     | Вторая группа «А» | 3     | ?    | 15   |
| 1968 | Заря (Луганск)            | I      | Первая группа «А» | 13    | 31   | 3    |
| 1969 | Заря (Луганск)            | I      | Первая группа «А» | 11    | 26   | 3    |
| 1970 | Алга (Фрунзе)             | II     | Первая группа «А» | 20    | 32   | 6    |
| 1971 | Алга (Фрунзе)             | II     | Первая лига       | 16    | 33   | 8    |
| 1972 | Алга (Фрунзе)             | II     | Первая лига       | 11    | 3    | 0    |
| 1973 | Алга (Фрунзе)             | II     | Первая лига       | 20    | 28   | 7    |
| 1974 | Спартак (Ивано-Франковск) | II     | Первая лига       | 12    | 27   | 4    |
| 1975 | Спартак (Ивано-Франковск) | III    | Вторая лига       | 12    | 17   | 3    |